# Christian Dulansky
Christian Dulansky Araya (Temuco, 6 de enero de 1970) es un abogado, político y catequista chileno,  militante del partido Convergencia Social.
Fue gobernador de la provincia de Cautín, en el marco del primera administración de la presidenta Michelle Bachelet.

## Familia y estudios
Nació del matrimonio conformado por Rodolfo Dulansky Vergara y Luisa (Luchy) Araya Massry (histórica militante socialista).
Realizó sus estudios iniciales en la Región de la Araucanía. En Temuco iniciaría la enseñanza básica en el Colegio Metodista (1976-1977) y la Escuela Francia (1978-1983); los secundarios, en tanto, en el Liceo Pablo Neruda (1984); para luego trasladarse a Villarrica, ingresando al Colegio de Humanidades (1985) y Liceo Araucanía (1986-1987; ex C-39, actual Bicentenario). Terminado este ciclo educacional, se iría a trabajar con un familiar a la ciudad de Puerto Montt.
En 1990, volvería a su ciudad natal para estudiar derecho en la Universidad de Temuco, una de las primeras universidades privadas del país, cuya matrícula posteriormente sería absorbida por parte de la Universidad Mayor (sede Temuco). Posteriormente, realizó distintos estudios de posgrado, a saber: Diplomado sobre "Prevención del Delito a Nivel Local", del Centro de Estudios de Seguridad Ciudadana del Instituto de Asuntos Públicos de la Universidad de Chile; Diplomado en "Ciencia política aplicada, mención Instituciones y Procesos Políticos en Chile" en la Universidad Mayor (sede Temuco); y, Diplomado “Nuevo Derecho del Trabajo: Legislación Actual y Futura, Procedimiento, Destrezas y Litigación”, dictado por la Facultad de Derecho de la Universidad Mayor (sede Temuco). Además de una maestría en Sociedad Democrática, Estado y Derecho, Universidad del País Vasco, Euskal Herriko Unibersitatea.
Está casado con Claudia Bachmann Cañupan, por esta razón tiene la calidad indígena de Mapuche. Es padre de 4 hijos.

## Trayectoria profesional
Fue abogado de FONASA como encargado de la asesoría jurídica para la Dirección Regional Sur, en las regiones de la Araucanía hasta Magallanes (2001-2002). Más tarde, fue asesor jurídico de la Dirección Ejecutiva Regional del Programa Desarrollo Integral Comunidades Indígenas en el Programa Orígenes (2005-2006).[cita requerida] 
Fue abogado y asesor jurídico del alcalde de la municipalidad de Galvarino y del Consejo Municipal (2001).
Ha sido abogado de diferentes sindicatos de trabajadores, entre ellos, del sindicato de trabajadores y trabajadoras del Liceo Camilo Henríquez, quienes durante el año 2021 sostuvieron una extensa huelga.
Se ha desempeñado como profesor universitario dictando cátedras en derecho político, derecho procesal penal, introducción al derecho, derecho comercial y derecho laboral en distintas carreras de universidades en la Región.

## Trayectoria política

### Dirigente estudiantil

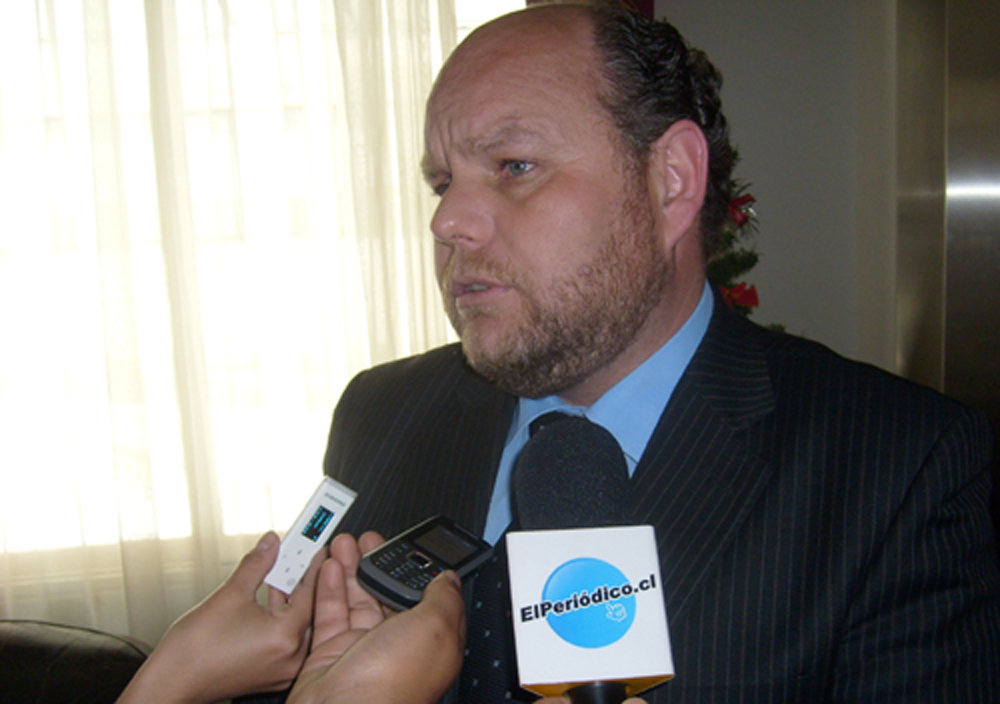

En su paso por la Universidad, fue electo presidente de la primera Federación de Estudiantes, además de dirigente del Centro de Alumnos de Derecho. Durante su primer año de vida universitaria, también hace ingreso a la Juventud Socialista (JS), donde posteriormente fue dirigente regional de la Juventud (1996-1997), y luego en el PS asumiría los cargos de presidente del Tribunal Supremo (1998-2000) y presidente regional del partido (2000-2002).[cita requerida]

### Gobernador de Cautín
En el ámbito público, fue gobernador de la provincia de Cautín entre los años 2008 y 2010. Anteriormente ejerció como Seremi del Trabajo y Previsión Social (2002-2003) y posteriormente de Justicia y Derechos Humanos (2006-2008).
El año 2012 es precandidato por la alcaldía de Temuco en representación del Partido Socialista, pero finalmente la coalición de centroizquierda proclama al democratacristiano y actual senador Francisco Huenchumilla.
El año 2021 ingresa a Convergencia Social para apoyar la candidatura a presidente del exdiputado y dirigente estudiantil Gabriel Boric. Actualmente es candidato a Consejero Constitucional por el pacto Unidad para Chile.

## Historial electoral

### Elecciones de consejeros constituyentes de 2023
- Elecciones de consejeros constitucionales de 2023, para la Circunscripción 11 (Región de La Araucanía )[11]